# Huis Aviz

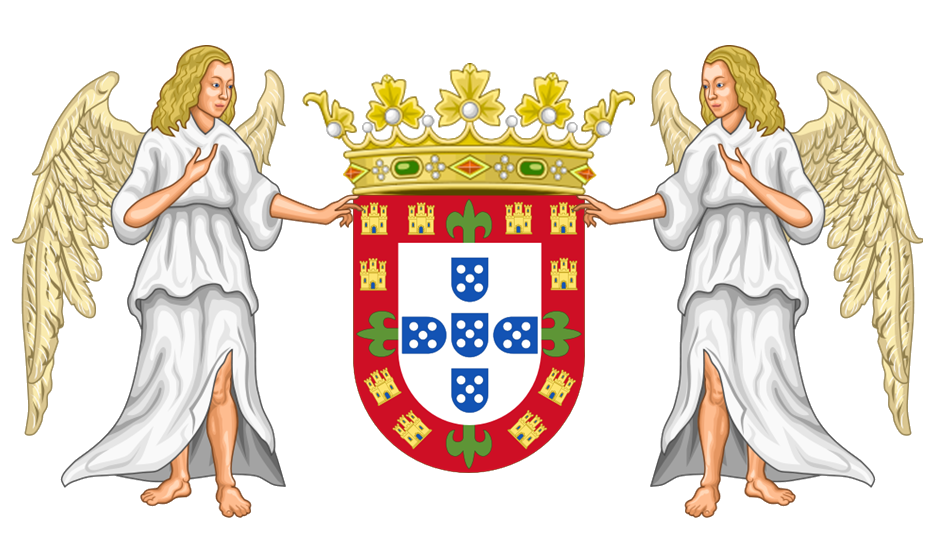
Wapenschild Huis Aviz

Het Huis Avíz was de dynastie, die tussen 1385 en 1580 over Portugal regeerde. Het is de tweede koninklijke dynastie van Portugal, die het  Huis Bourgondië opvolgde.
Toen Ferdinand I van Portugal stierf in 1383 zonder mannelijke erfgenamen, eiste Johan I van Castilië, die getrouwd was met de dochter van Ferdinand, te troon op, een crisis brak uit in Portugal. De Portugezen versloegen Johan I in de Slag bij Aljubarrota op 14 augustus 1385, en riepen Johan van Aviz, de buitenechtelijke zoon van Peter I van Portugal, grootmeester van de Orde van Aviz, uit tot koning.
De Avíz-dynastie eindigde met de dood van koning Sebastiaan tijdens de Slag bij Alcazarquivir op 24 augustus 1578. Sebastiaan, die geen nakomelingen had, werd opgevolgd door de broer van zijn opa, kardinaal Henrique van Evora. Filips II van Spanje, zijn moeder en zijn eerste vrouw kwamen uit het geslacht Aviz, slaagde er in de koninkrijken op Iberisch schiereiland te verenigen onder een vorst, de Iberische Unie, onder het Huis Habsburg.

## Stamboom

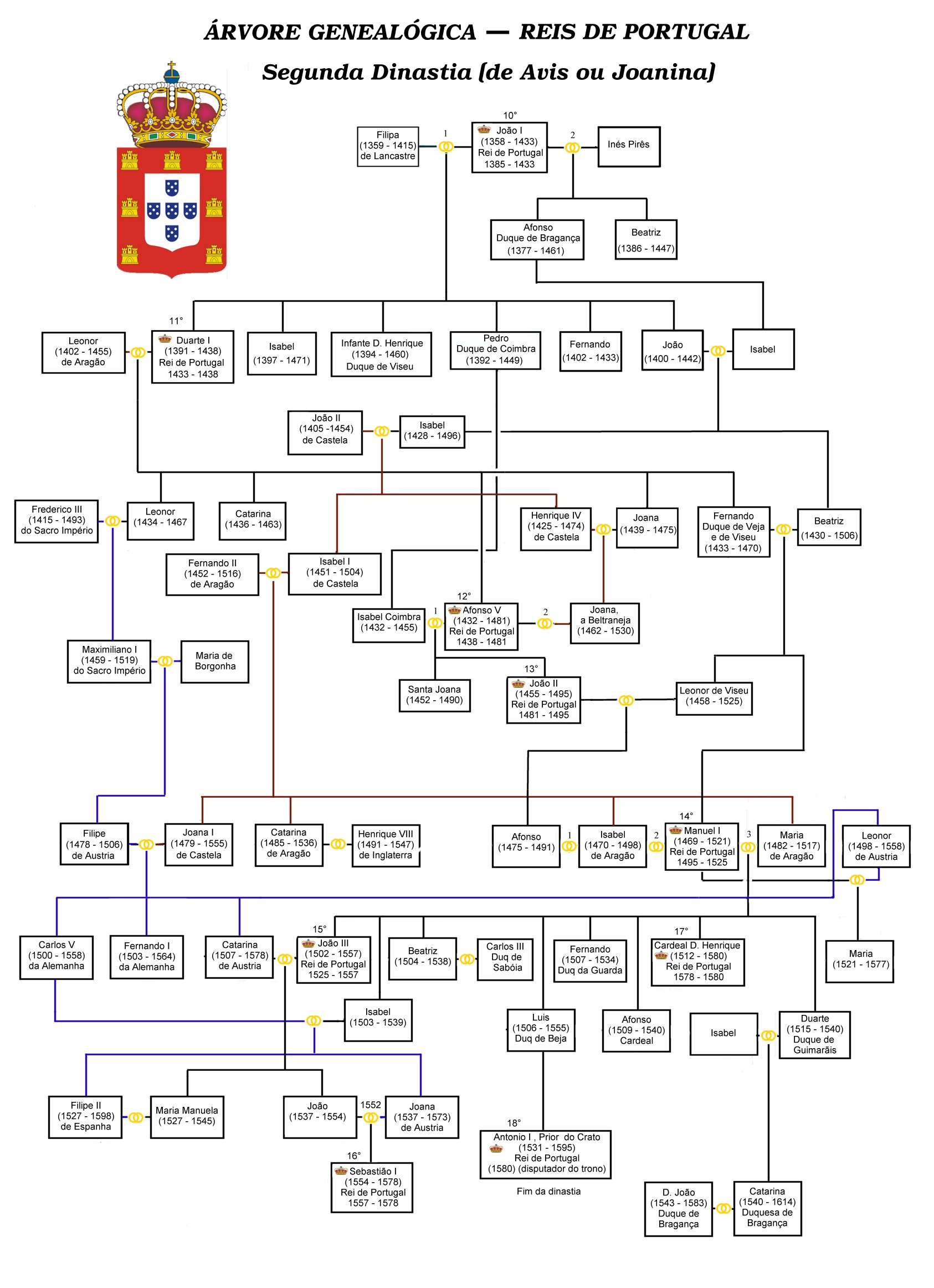

## Koningen van Portugal
- Johan I (1385-1433)
- Eduard of Duarte (1433-1438)
- Alfons V (1438-1481)
- Johan II (1481-1495)
- Emanuel (1495-1521)
- Johan III (1521-1557)
- Sebastiaan (1557-1578)
- Hendrik (1578-1580)

## Andere leden
- Hendrik de Zeevaarder (†1460)